# Roguina bacchusi
Roguina bacchusi är en insektsart som beskrevs av Young 1986. Roguina bacchusi ingår i släktet Roguina och familjen dvärgstritar. Inga underarter finns listade i Catalogue of Life.